# 陳義 (弘治進士)
陳義（1468年—？），字宜之，廣東潮州府饒平縣人，民籍，明朝政治人物。

## 生平
廣東鄉試第三十四名舉人。弘治十五年（1502年）中式壬戌科會試第一百九十七名，三甲第一百五十八名進士。任唐县知县。

## 家族
曾祖陳宗；祖父陳希成；父陳廣，母黃氏。慈侍下。